# Rijeka Crnojevića, Cetinje
Rijeka Crnojevića este un oraș din comuna Cetinje, Muntenegru, situat pe râul omonim. Conform datelor de la recensământul din 2003, orașul are 216 de locuitori (la recensământul din 1991 erau 340 de locuitori).

## Demografie
În orașul Rijeka Crnojevića locuiesc 171 de persoane adulte, iar vârsta medie a populației este de 45,4 de ani (41,8 la bărbați și 47,8 la femei). În localitate sunt 94 de gospodării, iar numărul mediu de membri în gospodărie este de 2,29.
|  |

| Demografie | Demografie | Demografie |
| An         | Locuitori  | Locuitori  |
| ---------- | ---------- | ---------- |
|            |            |            |
|            |            |            |
|            |            |            |
|            |            |            |
| 1948       | 596        |            |
| 1953       | 632        |            |
| 1961       | 804        |            |
| 1971       | 587        |            |
| 1981       | 484        |            |
| 1991       | 340        | 327        |
| 2003       | 229        | 216        |

| \| Componența etnică conform recensământului din 2003[2] \| Componența etnică conform recensământului din 2003[2] \| Componența etnică conform recensământului din 2003[2] \| Componența etnică conform recensământului din 2003[2] \| Componența etnică conform recensământului din 2003[2] \| \| ----------------------------------------------------- \| ----------------------------------------------------- \| ----------------------------------------------------- \| ----------------------------------------------------- \| ----------------------------------------------------- \| \| \| \| \| \| \| \| Muntenegreni \| Muntenegreni \| \| 166 \| 76,85% \| \| Sârbi \| Sârbi \| \| 34 \| 15,74% \| \| Croați \| Croați \| \| 1 \| 0,46% \| \| Iugoslavi \| Iugoslavi \| \| 1 \| 0,46% \| \| necunoscută \| necunoscută \| \| 9 \| 4,16% \| |              |  |     |        |
| Componența etnică conform recensământului din 2003 |              |  |     |        |
| |              |  |     |        |
| Muntenegreni | Muntenegreni |  | 166 | 76,85% |
| Sârbi | Sârbi        |  | 34  | 15,74% |
| Croați | Croați       |  | 1   | 0,46%  |
| Iugoslavi | Iugoslavi    |  | 1   | 0,46%  |
| necunoscută | necunoscută  |  | 9   | 4,16%  |